# Konverzacionalizace

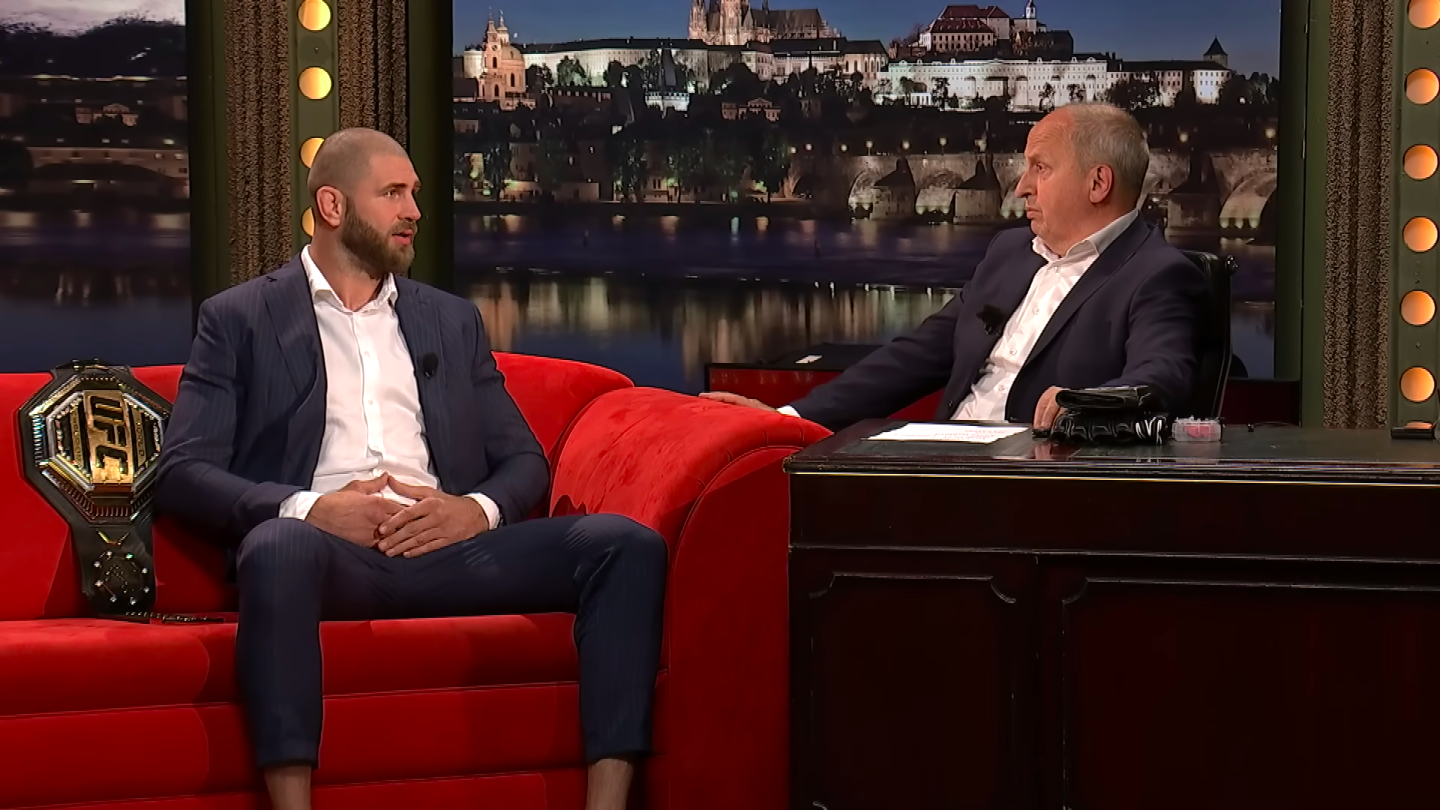
Talk show jakožto příklad konverzacionalizace televizního vysílání. Na obrázku díl pořadu Show Jana Krause se zápasníkem Jiřím Procházkou.

Konverzacionalizace je jev, při kterém dochází k projektování prvků konverzačního diskurzu z privátní sféry do prostoru veřejného vyjadřování, který byl původně doménou oficiálního a formálního způsobu sdělování. Média a instituce se tímto způsobem snaží oslabit dojem institucionální autoritativnosti, eliminovat znaky nadřazenosti a naopak pro recipienta navodit přívětivou atmosféru a získat tak jeho pozornost. Konverzacionalizace bývá doprovázena i kolokvializací, tedy pronikáním nespisovnosti do veřejné sféry. Konverzacionalizace i kolokvializace spadají pod demokratizaci komunikace – odstranění asymetrií v diskurzních právech, povinnostech a prestiži jednotlivých skupin uživatelů.

## Dělení
Konverzacionalizaci můžeme rozdělit podle toho, zda se týká vnějšího či vnitřního dialogického okruhu. Vnější dialogický okruh je představován komunikací institucí a médií s klienty, konzumenty a uživateli, v případě médií tedy se čtenáři, posluchači či diváky. Vnitřní dialogický okruh je tvořen tím, že některá mediální sdělení jsou ve své podstatě konverzací. Tou může být například interview, beseda o vážném, např. vědeckém tématu, dialogický komentář k pořadu o cestování či vaření nebo rozhovor mající charakter přátelské rozpravy.

### Vnější dialogický okruh
Média či instituce často navozují konverzaci s publikem pomocí výzev či dotazů, například:
- Volejte nám Vaše dotazy.
- Podělte se s námi o Vaše zážitky.
- Vyberte si Váš program.
- Užijte si večer podle Vašeho přání.
- Také potřebujete zhubnout do plavek?[1]

Podobná oslovení sice mluví k masovému publiku, nicméně mají vytvářet dojem, že je každý příjemce oslovován jednotlivě. To je v terminologii kritické analýzy diskurzu označováno jako syntetická personalizace. Pro ni je typické například nadužívání přivlastňovacích zájmen váš či tvůj, které recipienti přirozeně vztahují ke své osobě.
Snaha o navození osobního kontaktu je typická především pro diskurz marketingový. Zásadní roli zde hraje, jakou cílovou skupinu se adresant snaží oslovit. Od toho se odvíjí, kde se budou pohybovat využité prostředky na škále mezi formálností a neformálností. Například pokud se marketingová komunikace snaží oslovit mladší publikum, pravděpodobně budou využité prostředky méně formální (kupříkladu Dej si Pepsi a vodjeď nebo Osvěž si vohoz). Snahu hovořit stejným jazykem, jakým hovoří předpokládaní adresáti, ale lze vidět i v komunikaci rozhlasových či televizních stanic s diváky nebo časopisů se čtenáři (Umíš balit kluky?).

### Vnitřní dialogický okruh
Dialogičnost dnes převládá v mnoha zpravodajských, publicistických i zábavních pořadech. Původním smyslem rozhovorů v médiích bylo pouhé zjištění informace, zatímco dnes mají často rituální charakter sociálního setkání. Sledovanost diskuzních pořadů vypovídá o tom, že se zvýšila prestiž spontánní řeči. Pozitivně bývá hodnocen přirozený a familiární projev, absence formálnosti a s tím spojená inflace kontaktových výrazů. Konverzacionalizaci můžeme pozorovat i v tematickém obsahu mediálních rozhovorů. Privátní konverzační témata jako rodinné vztahy či sport pronikají kupříkladu i do politických interview. Jednotlivé pořady se liší v tématech i způsobu vedení dialogu, méně formální bývají rozhovory s umělci či sportovci.
Poměrně častá je i situace, kdy se pustí do vzájemné konverzace moderátoři mezi sebou. Zjevným cílem této praxe je vnést do médií přívětivost a úsměv. Zároveň tím vzniká riziko přecenění důležitosti vlastního soukromí, v tu chvíli daná konverzace může na některé diváky působit nemístně kvůli své malé informační hodnotě.

## Jazykové prostředky příznačné pro konverzaci
- čistě kontaktové výrazy: no, jo, nojo, žejo, hm, aha, hele, mno, chjo, viď, vole
  - mezi těmito výrazy je v publicistice nejčastější výraz no následovaný výrazem jo[5]
- hodnotící výrazy: super, hustý, dobrý, blbý, děsný, šílený
- výrazy vyjadřující překvapení: ty jo, ty vogo, ty kráso
- slovesa s prefixem po-: posedět, poklábosit, povyprávět
- ustálené zdvořilostní formule: jak se máš, jak žijete, tak se mějte, jak se vede
- konverzační fráze: ustát něco, mít s něčím problém, je to o něčem, to nemusím, to mě nebere[6]

### Ukázky
- „Teď vládne český král Jiří. To jste se dostal mezi Přemyslovce. Král je doma! Jako jediný výraz je král. No tak, jste teď král, že jo?“[7]
- „Až překvapivě dobře. Bylo to super, bavil jsem se od začátku do konce. Pecka!“[7]
- „Ty vogo! Já jsem prcolínoval ve filmu s Oskárkem! Jsem z toho úplně naměkko!“[8]
- „Přátelé ji automaticky odvezli, kam jsem potřebovala. To v Praze nepoznáte. Lidská blízkost je příjemná a já si jí cením. Venku jen tak poklábosím, poslouchám příběhy, které mě často inspirují.“[9]
- „Tak se mějte dobře, čtěte Reportéra a přijďte na FiXu!“[10]
- „I Jihočeši tedy ustáli úvodní oslabení bez úhony.“[11]